# 巷
| ウィキペディアには「巷」という見出しの百科事典記事はありません（タイトルに「巷」を含むページの一覧/「巷」で始まるページの一覧）。 代わりにウィクショナリーのページ「巷」が役に立つかもしれません。 |